# Xecutioner's Return
Xecutioner's Return er det syvende album af det amerikanske dødsmetal-band Obituary, som blev udgivet den 28. august 2007, gennem Candlelight Records. Dette var deres anden udgivelse siden Cause of Death uden lead guitaristen Allen West, idet han var blevet fængslet for spritkørsel efter fire advarsler. I stedet var det den tidligere Deicide-guitarist Ralph Santolla som overtog rollen, og som har bidraget på alle efterfølgende udgivelser. 

## Spor
1. "Face Your God" (2:56)
2. "Lasting Presence" (2:12)
3. "Evil Ways" (2:57)
4. "Drop Dead" (3:35)
5. "Bloodshot" (3:25)
6. "Seal Your Fate" (2:30)
7. "Feel the Pain" (4:31)
8. "Contrast the Dead" (7:01)
9. "Second Chance" (3:28)
10. "Lies" (3:32)
11. "In Your Head" (4:31)
12. "Executioner Returns" (3:42) (Special Edition Box Set Bonus Track)